# Списак немачких ваздухоплова у Другом светском рату
Овај списак покрива ваздухоплове пореклом из нацистичке Немачке који су сулужили у Луфтвафеу током Другог светског рата од 1939. до 1945. Number designations are largely by the RLM designation system, although in this list they are partially organized by manufacturer and role.
Луфтвафе је званично постојао од 1933. до 1945. Обука немачких ваздухопловаца је почело током 1920, пре доласка нациста на власт. Прва листа се фокусира на значајније ваздухоплове који су учествовали у главном току рата. Друга листа је свеобухватнија листа која обухвата раније време, али пројекти нису обухваћени.
Заплењени авиони су такође пописани. Интерни пројекти произвођача нису пописани, као ни многи прототипови. A list of aircraft of the period from 1933–1945 can be found at list of RLM aircraft designations in the form of the Reich Aviation Ministry's list of aircraft. Planes from all branches are currently listed.

## Introduction to listings
A plane's number was usually related to its RLM designation and sometimes to its manufacturer (foreign ones with captured aircraft). The RLM-GL/C designations are not all correct and sometimes are used twice. The RLM would sometimes reassign numbers. Some pre-1933 aircraft just used their company names, etc. The Aircraft names are the most common names. Other key data are sometimes listed afterward. See RLM aircraft designation system for a full explanation of the RLM system.

## Главни авиони
Ова листа не укључује пројекте, прототишпве или заробљене авионе, већ углавном обухвата најчешће авионе Луфтвагеа који су учествовали у Другом светском рату. A full list of project aircraft and captured aircraft can be found at list of RLM aircraft designations in the form of the Reich Aviation Ministry's list of aircraft.
See German aircraft production during World War II for the most produced types.
- Arado Ar 68 | Arado Ar 96 | Arado Ar 196 | Arado Ar 232 | Arado Ar 234 | Arado Ar 240
- Blohm und Voss BV 138 | Blohm und Voss BV 222
- Dornier Do 17 | Dornier Do 18 | Dornier Do 24 | Dornier Do 215 | Dornier Do 217 | Dornier Do 335
- Focke-Wulf Fw 189 | Focke-Wulf Fw 190 | Focke-Wulf Fw 200 | Focke-Wulf Ta 152 | Focke-Wulf Ta 154
- Gotha Go 242 | Gotha Go 244
- Heinkel He 45 | Heinkel He 46 | Heinkel He 59 | Heinkel He 60 | Heinkel He 111 | Heinkel He 114 | Heinkel He 115 | Heinkel He 162 | Heinkel He 177 | Heinkel He 219
- Henschel Hs 123 | Henschel Hs 126 | Henschel Hs 129
- Junkers Ju 52 | Junkers Ju 86 | Junkers Ju 87 | Junkers Ju 88 | Junkers Ju 90 | Junkers Ju 188 | Junkers Ju 252 | Junkers Ju 290 | Junkers Ju 388
- Messerschmitt Bf 108 | Messerschmitt Bf 109 | Messerschmitt Bf 110 | Messerschmitt Me 163 | Messerschmitt Me 210 | Messerschmitt Me 262 | Messerschmitt Me 321 | Messerschmitt Me 323 | Messerschmitt Me 410

## German military aircraft, 1919–1945
While the Luftwaffe was not public until 1935, it had been in development in secret since the 1920s, and many aircraft made in the inter-war years were used during World War II.

### Ловци и пресретачи
- Arado Ar 64, ловац двокрилац (прототип)
- Arado Ar 65, fighter/trainer biplane (re-engined Ar 64)
- Arado Ar 66, trainer/night attack
- Arado Ar 67, ловац двокрилац (прототип)
- Arado Ar 68, ловац двокрилац
- Arado Ar 76, fighter/trainer biplane (прототип)
- Arado Ar 80, fighter (прототип)
- Arado Ar 197, naval fighter (derived from Ar 68) (прототип)
- Arado Ar 240, heavy fighter/attack (прототип)
- Arado Ar 440 heavy fighter/attack derived from Ar 240 (прототип)
- Blohm & Voss BV 40, glider interceptor (прототип)
- Blohm & Voss BV 155, high-altitude interceptor (formerly Me 155) (пројекат)
- Bachem Ba 349 Natter, rocket interceptor (прототип)
- Dornier Do 10 (Do C1) 1931 fighter (прототип)
- Dornier Do 335 Pfeil, fighter-bomber with push-pull engines
- Dornier Do 435, (пројекат)
- Dornier Do 635, (пројекат)
- Focke-Wulf Fw 57, heavy fighter and bomber (прототип)
- Focke-Wulf Ta 152, fighter (derived from Fw 190)
- Focke-Wulf Ta 154, Moskito night-fighter
- Focke-Wulf Fw 159, fighter (прототип)
- Focke-Wulf Ta 183, млазни ловац (пројекат)
- Focke-Wulf Fw 187 Falke heavy fighter (прототип)
- Focke-Wulf Fw 190 Würger fighter
- Heinkel HD 37 ловац двокрилац (used only by Soviets)
- Heinkel HD 38 ловац двокрилац
- Heinkel HD 43 ловац двокрилац (прототип)
- Heinkel He 49 ловац двокрилац (прототип)
- Heinkel He 51, fighter/close-support biplane
- Heinkel He 100, fighter (прототип)
- Heinkel He 112, fighter
- Heinkel He 113, (propaganda designation for He 100)
- Heinkel He 162 Volksjäger, млазни ловац
- Heinkel He 219 Uhu, night-fighter
- Heinkel He 280, млазни ловац (прототип)
- Heinkel He P.1079, all weather млазни ловац (пројекат) [тражи се извор]
- Henschel Hs 121, fighter/trainer (прототип)
- Henschel Hs 124, heavy fighter/bomber (прототип)
- Henschel Hs 125 fighter/trainer (прототип)
- Horten Ho 229, jet flying wing fighter (пројекат)
- Messerschmitt Bf 109, fighter
- Messerschmitt Bf 110, heavy fighter/night-fighter
- Messerschmitt Me 163 Komet, rocket interceptor
- Messerschmitt Me 209, speed-record aircraft developed into fighter (прототип)
- Messerschmitt Me 209-II, fighter (completely different from Me 209) (прототип)
- Messerschmitt Me 210, heavy fighter/reconnaissance
- Messerschmitt Me 262 Schwalbe, млазни ловац/bomber
- Messerschmitt Me 263, rocket interceptor (project – did not fly)
- Messerschmitt Me 309, fighter (прототип)
- Messerschmitt Me 328, pulse млазни ловац (прототип)
- Messerschmitt Me 410, Hornisse heavy fighter/reconnaissance
- Messerschmitt Me 609, heavy fighter/bomber (пројекат)
- Messerschmitt Me P.1101, млазни ловац (project – did not fly)
- Messerschmitt Me P.1106, млазни ловац (пројекат)
- Messerschmitt Me P.1112, млазни ловац (пројекат)

### Bombers and ground attack
- Arado Ar 234 Blitz, jet bomber
- Blohm & Voss Ha 140 torpedo bomber flying-boat (прототип)
- Dornier Do 11, (Do F) 1931 средњи bomber
- Dornier Do 13, 1933 средњи bomber (прототип)
- Dornier Do 17, Fliegender Bleistift, mail-plane/bomber/reconnaissance/night-fighter
- Dornier Do 18, 1935 bomber/reconnaissance flying-boat
- Dornier Do 19, Ural Bomber design competitor (прототип)
- Dornier Do 22, torpedo bomber/maritime reconnaissance
- Dornier Do 23, средњи bomber
- Dornier Do 215, bomber/night-fighter
- Dornier Do 217, bomber/night-fighter
- Dornier Do 317, Bomber B design competitor (прототип)
- Fieseler Fi 98, 1936 biplane ground attack (прототип)
- Fieseler Fi 167, ship-borne torpedo bomber biplane
- Focke-Wulf Fw 191, Bomber B design competitor (прототип)
- Heinkel He 45, bomber/trainer
- Heinkel He 50, reconnaissance/dive bomber biplane
- Heinkel He 111, primary средњи bomber in service
- Heinkel He 177 Greif, only operational long-range тешки бомбардер of the Luftwaffe
- Heinkel He 274, high-altitude bomber (prototypes completed by French)
- Heinkel He 277 never-built Amerika Bomber, тешки бомбардер (пројекат)
- Heinkel He 343, never-built jet bomber (пројекат)
- Henschel Hs 123, ground-attack biplane
- Henschel Hs 127, bomber (прототип)
- Henschel Hs 128, high altitude reconnaissance bomber (прототип)
- Henschel Hs 129, ground-attack
- Henschel Hs 130, high altitude reconnaissance bomber and Bomber B design competitor (прототип)
- Henschel Hs 132, jet dive bomber (прототип)
- Junkers Ju 86, bomber reconnaissance
- Junkers Ju 87 Stuka, dive-bomber
- Junkers Ju 88, bomber/reconnaissance/night-fighter
- Junkers Ju 89, Ural Bomber design competitor (прототип)
- Junkers Ju 90, bomber (прототип)
- Junkers Ju 187, dive bomber (прототип)
- Junkers Ju 188 Rächer, bomber
- Junkers Ju 287, heavy jet bomber (прототип)
- Junkers Ju 288, Bomber B design competitor (прототип)
- Junkers Ju 290, long-range bomber (прототип)
- Junkers Ju 390 Amerika Bomber, тешки бомбардер (прототип)
- Junkers Ju 488, тешки бомбардер (пројекат)
- Junkers EF 132, тешки бомбардер (пројекат)
- Messerschmitt Bf 162, bomber (прототип)
- Messerschmitt Me 264 Amerika Bomber, тешки бомбардер (прототип)

### Patrol and reconnaissance
- Arado Ar 95, coastal patrol and attack biplane seaplane
- Arado Ar 196, ship-borne reconnaissance/coastal patrol seaplane
- Arado Ar 198 reconnaissance (прототип)
- Arado Ar 231, folding wing U-boat reconnaissance aircraft (прототип)
- Blohm & Voss BV 138, flying-boat (early versions as Ha 138)
- Blohm & Voss BV 141, asymmetric tactical reconnaissance
- Blohm & Voss BV 142, reconnaissance транспортни
- Blohm & Voss BV 238, flying-boat (прототип)
- DFS 228, rocket-powered reconnaissance aircraft (прототип)
- DFS 346, rocket-powered reconnaissance aircraft (project completed by Soviets)
- Dornier Do 16 Wal, reconnaissance flying-boat
- Dornier Do 24, reconnaissance bomber flying boat
- Fieseler Fi 156 Storch, STOL reconnaissance aircraft
- Focke-Wulf Fw 62 ship-borne reconnaissance biplane seaplane
- Focke-Wulf Fw 189 Uhu tactical reconnaissance
- Focke-Wulf Fw 200 Condor, транспортни and maritime patrol bomber
- Focke-Wulf Fw 300, proposed version of Fw 200 (пројекат)
- Focke-Wulf Ta 400 (пројекат)
- Gotha Go 147 STOL reconnaissance (прототип)
- Heinkel He 46, reconnaissance
- Heinkel He 59, biplane reconnaissance seaplane
- Heinkel He 60, ship-borne reconnaissance biplane seaplane
- Heinkel He 114, reconnaissance seaplane
- Heinkel He 116, транспортни/reconnaissance
- Heinkel He 119, bomber/reconnaissance (прототип)
- Henschel Hs 126, reconnaissance
- Junkers Ju 388, reconnaissance/night-fighter
- Messerschmitt Bf 163, STOL reconnaissance aircraft (прототип)
- Messerschmitt Me 261, long-range reconnaissance (прототип)
- Siebel Si 201 STOL reconnaissance aircraft (прототип)

### транспортниs and utility
- Arado Ar 232, транспортни
- Blohm & Voss Ha 139, long-range seaplane
- Blohm & Voss BV 144, транспортни (прототип)
- Blohm & Voss BV 222 Wiking, транспортни flying-boat (прототип)
- DFS 230, транспортна једрилица
- DFS 331, транспортна једрилица (прототип)
- Dornier Do 12 Libelle seaplane
- Dornier Do 14, seaplane (прототип)
- Dornier Do 26, long-range seaplane
- Dornier Do 214, транспортни flying-boat (пројекат)
- Gotha Go 146, 1935 twin-engine транспортни (прототип)
- Gotha Go 242, транспортна једрилица
- Gotha Go 244, транспортни
- Gotha Go 345, јуришна једрилица (прототип)
- Gotha Ka 430, транспортна једрилица (прототип)
- Heinkel He 70 Blitz, једномоторни транспортни mailplane, 1932
- Heinkel He 115, general-purpose seaplane
- Junkers Ju 52 Tante Ju, транспортни bomber
- Junkers Ju 252, транспортни (прототип)
- Јункерс Ju 322 Мамут, транспортна једрилица (прототип)
- Junkers Ju 352 Herkules, транспортни (прототип)
- Junkers W34, једномоторни транспортер
- Klemm Kl 31, 1931 једномоторни trainer
- Klemm Kl 32, 1931 једномоторни trainer
- Klemm Kl 36, 1934 једномоторни trainer
- Messerschmitt Me 321 Гигант, транспортна једрилица
- Messerschmitt Me 323 Гигант, транспортни
- Siebel Fh 104 Hallore, средњи транспортни
- Siebel Si 204, транспортни and aircrew trainer

### Trainers
- Albatros Al 101
- Albatros Al 102 (прототип)
- Albatros Al 103 (прототип)
- Arado Ar 69, 1933 biplane) trainer (прототип)
- Arado Ar 96, advanced trainer
- Arado Ar 199, seaplane trainer (прототип)
- Arado Ar 396, advanced trainer variant of Ar 96
- Bücker Bü 131 Jungmann, biplane trainer
- Bücker Bü 133 Jungmeister, aerobatic biplane trainer
- Bücker Bü 180 Student, trainer
- Bücker Bü 181 Bestmann, trainer and light транспортни
- Bücker Bü 182 Kornett, trainer (прототип)
- Fieseler Fi 5 1933 acrobatic sportsplane/trainer
- Focke-Wulf Fw 44 Stieglitz, trainer biplane
- Focke-Wulf Fw 56 Stösser, parasol monoplane trainer
- Focke-Wulf Fw 58 Weihe, транспортни/trainer
- Gotha Go 145, trainer
- Heinkel He 72 Kadett, trainer
- Heinkel He 74, fighter/advanced trainer (прототип)
- Heinkel He 172, trainer (прототип)
- Klemm Kl 35, 1935 sportplane and trainer
- Messerschmitt Bf 108 Taifun, trainer and light транспортни
- Siebel Si 202 Hummel, 1938 sportplane and trainer

### Хеликоптери
- Flettner Fl 184 reconnaissance helicopter (прототип)
- Flettner Fl 282 Kolibri, reconnaissance helicopter
- Focke Achgelis Fa 223 Drache, транспортни helicopter
- Focke Achgelis Fa 266 Hornisse, helicopter (пројекат)
- Focke-Achgelis Fa 269, tilt rotor helicopter (пројекат)
- Focke Achgelis Fa 330, autogyro kite (прототип)
- Focke Achgelis Fa 336, 1944 scout helicopter (пројекат)
- Focke-Wulf Fw 61, twin rotor helicopter (прототип)
- Focke-Wulf Fw 186, reconnaissance autogyro (прототип)

## Заробљени авиони
- Avia B-534 biplane fighter captured in Czechoslovakia
- Avia B-71 bomber captured in Czechoslovakia
- Rogožarski IK-3 fighter captured in Kingdom of Yugoslavia
- Bloch M.B.175 bomber заробљен у Француској
- Boeing B-17 Flying Fortress captured US bomber
- Caproni Ca.313 Italian bomber
- Caudron C.445 транспортни заробљен у Француској
- Dewoitine D.520 fighter заробљен у Француској
- Morane-Saulnier MS-230 trainer заробљен у Француској
- Morane-Saulnier MS-406 fighter заробљен у Француској
- North American NAA 57 & NAA 64 Captured French trainers built in the US
- SM.79 Captured Italian транспортни aircraft
- Zlín Z-XII & 212 captured Czechoslovakian trainer

## Спољашње веѕе
- Virtual Aviation Museum
- German Military Aircraft Designations (1933–1945)
- Pictures of most World War II airplanes
- Jet and rocket aircraft of World War II